# 전완영
전완영(1924년~2012년)는 대한민국의 공학자이다. 이휘소 박사의 서울공대 은사이기도 하다. 1954년 MIT 대학원 과정의 하계강좌(FSSP, Foreigh Student Summer Project)에 김종주와 함께 참여하였으며, 서울공대 화공과 교수로 재직하였다. 미국에 남아 미시간대에서 동양인 최초로 원자력분야 박사학위를 취득하였다. 한국 최초 연구용 원자로 구매위원으로 합류하여 제너럴 아토믹스사의 트리가 마크2(Triga-mark II) 선정을 지원했다. 뉴욕주립대에 원자력공학과를 설치하여 후진을 양성하고, 미국 전력연구소(EPRI)의 지원아래 이론적 기초를 정립한 비상노심냉각계통은 CE사의 팔로버디 원전에 적용되었다. 'System 80'으로 불린 이 시스템은 대한민국 원전 기술자립의 토대('System 80+')가 되어 APR1400으로까지 이어진다.